# زکریا هملیلی
زکریا هملیلی (انگلیسی: Zaccaria Hamlili؛ زادهٔ ۲۷ آوریل ۱۹۹۱) بازیکن فوتبال اهل ایتالیا است.